# Ministeriida
Ordre
Les Ministeriida sont un ordre de choanoflagellés de la classe des Filasterea.

## Liste des familles
Selon le NCBI (17 avril 2025) :
- Capsasporidae Cavalier-Smith, 2008
- Ministeriidae Cavalier-Smith, 2008
- Txikisporidae Urrutia, Feist & Bass in Urrutia et al., 2022

## Systématique
Le nom valide complet (avec auteur) de ce taxon est Ministeriida Cavalier-Smith, 1997.